# 香港2003年度授勳及嘉獎名單
香港2003年授勳名單2003年7月1日於憲報刊登，共有315人授勳及嘉獎，這是香港主權移交以來第6份全面的授勳名單。授勳典禮於10月11日在禮賓府舉行。

## 授勳及嘉獎名單

### 金紫荊星章
- 曾蔭培先生，GBS
- 梁紹中法官，GBS
- 李家祥議員，GBS，JP
- 黃宜弘議員，GBS
- 陳坤耀教授，GBS，JP
- 孔祥勉博士，GBS
- 羅范椒芬女士，GBS，JP
- 黎年先生，GBS，JP
- 林貝聿嘉女士，GBS，JP
- 林李翹如博士，GBS，JP
- 許智明博士，GBS，JP
- 鄭慕智先生，GBS，JP
- 羅嘉瑞醫生，GBS，JP
- 米高嘉道理先生，GBS（The Honourable Michael D. KADOORIE, G.B.S.）
- 何鴻燊博士，GBS
- 袁庚先生，GBS
- 梅賢玉先生，GBS（Mr. Simon Herbert MAYO, G.B.S.）
- 馮國經博士，GBS
- 馮紹波先生，GBS
- 詹康信先生，GBS（Mr. James Edward THOMPSON, G.B.S.）

### 金英勇勳章
- 謝婉雯醫生，MBG（追授）

### 銀紫荊星章
- 陳彥達先生，SBS，JP
- 楊孝華議員，SBS，JP
- 黃鴻堅先生，SBS，JP
- 沈文燾先生，SBS，JP
- 周永健先生，SBS，JP
- 林鴻鋆博士，SBS，JP
- 梁世華先生，SBS，JP
- 郭志權博士，SBS，JP
- 陸炳泉先生，SBS，JP
- 黃子欣先生，SBS，JP
- 楊汝萬教授，SBS，JP
- 戴義安教授，SBS，JP（Professor William Ian Rees DAVIES, S.B.S., J.P.）
- 韓國章教授，SBS，JP（Professor Ivor John HODGKISS, S.B.S., J.P.）
- 李道義先生，SBS（Mr. David John LITTLE, S.B.S.）
- 周潤發先生，SBS
- 林廣兆先生，SBS
- 徐是雄教授，SBS
- 張佑啟工程師教授，SBS
- 陳達文先生，SBS
- 馮華健先生，SBS，SC
- 鄧焜先生，SBS
- 簡福飴先生，SBS

### 銀英勇勳章
- 王庚娣女士，MBS（追授）
- 劉永佳先生，MBS（追授）
- 劉錦蓉女士，MBS（追授）
- 鄭夏恩醫生，MBS（追授）
- 鄧香美女士，MBS（追授）
- 梁寶明先生，MBS（追授）
- 許志樑先生，MBS
- 吳嘉文先生，MBS

### 紀律部隊及廉政公署卓越獎章
香港警察卓越獎章
- 李紹權先生，PDSM
- 沈信先生，PDSM（Mr. Martin SAMSON, P.D.S.M.）

香港消防事務卓越獎章
- 李志翀先生，FSDSM，JP

香港入境事務卓越獎章
- 蔡特普先生，IDSM

香港海關卓越獎章
- 郭楊美琪女士，CDSM

香港廉政公署卓越獎章
- 葛輝先生，IDS（Mr. Anthony Alan GODFREY, I.D.S.）

### 銅紫荊星章
- 湯恩佳博士，BBS
- 陳若瑟先生，BBS
- 王敏剛先生，BBS，JP
- 司徒偉先生，BBS，JP（Mr. Raj Sital MOTWANI, B.B.S., J.P.）
- 何安妮女士，BBS，MH，JP
- 李慶煇先生，BBS，JP
- 周君廉博士，BBS，JP
- 胡偉民先生，BBS，JP
- 徐尉玲女士，BBS，JP
- 梁天培教授，BBS，JP
- 陳普芬博士，BBS，JP
- 鄭曹志安女士，BBS，JP
- 蕭威林先生，BBS，JP
- 盧志強醫生，BBS
- 尹德勝先生，BBS
- 方召麐博士，BBS
- 王嚴君琴女士，BBS
- 西崎崇子女士，BBS（Ms. Takako NISHIZAKI, B.B.S.）
- 何榮高先生，BBS
- 吳方笑薇女士，BBS
- 李劉慧珠女士，BBS
- 李潔儀女士，BBS
- 李麗珊博士，BBS
- 李寶幹先生，BBS
- 周鎮邦醫生，BBS
- 林淑儀女士，BBS
- 施祥鵬先生，BBS
- 胡金燕女士，BBS
- 夏迪先生，BBS（Mr. Erwin A. HARDY, B.B.S.）
- 夏禮德先生，BBS（Mr. Peter Ernest HALLIDAY, B.B.S.）
- 馬介璋先生，BBS
- 馬澄發先生，BBS
- 馬鴻銘先生，BBS
- 張伯陶先生，BBS
- 張景豐先生，BBS
- 許招賢先生，BBS
- 陳伯呀先生，BBS
- 陳克先生，BBS
- 陳耀星先生，BBS
- 楊梁燕芳博士，BBS[註 1]
- 葉若林先生，BBS
- 潘樂陶先生，BBS
- 鄭耀剛先生，BBS
- 譚立仁先生，BBS

### 銅英勇勳章
- 丁沛東機長，MBB
- 陳家陶機長，MBB
- 馮熠榮先生，MBB
- 繆旭峰先生，MBB

### 紀律部隊及廉政公署榮譽獎章
香港警察榮譽獎章
- 江焯輝先生，PMSM
- 何應雄先生，PMSM
- 吳回達先生，PMSM
- 辛裕偉先生，PMSM
- 林彥明先生，PMSM
- 林漢基先生，PMSM
- 祈卓德先生，PMSM（Mr. David John CARVER TROTTER, P.M.S.M.）
- 胡忠漢先生，PMSM
- 凌正恩先生，PMSM
- 徐學明先生，PMSM
- 馬寶蓮女士，PMSM
- 張守華先生，PMSM
- 張滙先生，PMSM
- 梁紹郁先生，PMSM
- 郭雅倫先生，PMSM（Mr. Alan R. COX, P.M.S.M.）
- 陳建鴻先生，PMSM
- 馮建民先生，PMSM
- 葉炳先生，PMSM
- 雷馬新先生，PMSM
- 譚國有先生，PMSM

香港消防事務榮譽獎章
- 李梅林先生，FSMSM
- 王順先生，FSMSM
- 伍立勳先生，FSMSM
- 周建中先生，FSMSM
- 袁洪仔先生，FSMSM
- 陳自光先生，FSMSM
- 陳炳權先生，FSMSM
- 陳潤培先生，FSMSM
- 劉識安先生，FSMSM

香港入境事務榮譽獎章
- 吳廷喜先生，IMSM
- 韋泉先生，IMSM
- 秦耀先生，IMSM
- 區樊美蓮女士，IMSM
- 陳國麟先生，IMSM
- 黃黃珀璣女士，IMSM

香港海關榮譽獎章
- 高智樂先生，CMSM
- 梁志超先生，CMSM
- 梁觀華先生，CMSM
- 黃沛輝先生，CMSM
- 黎振江先生，CMSM
- 龔耀輝先生，CMSM

香港懲教事務榮譽獎章
- 方恭富先生，CSMSM
- 張志成先生，CSMSM
- 梁偉文先生，CSMSM
- 莫浩昌先生，CSMSM
- 曾永根先生，CSMSM
- 黃萬朝先生，CSMSM
- 葉栢強先生，CSMSM
- 蔡天寶先生，CSMSM
- 應國正先生，CSMSM

政府飛行服務隊榮譽獎章
- 李榮釗先生，GMSM
- 鄒漢欽先生，GMSM

香港廉政公署榮譽獎章
- 柏謹信先生，IMS（Mr. James Neil PARKINSON, I.M.S.）
- 黃兆樟先生，IMS

### 榮譽勳章
- 陳偉明先生，MH
- 梁志祥先生，MH
- 朱景玄先生，MH，JP
- 郭必錚先生，MH
- 郭振華先生，MH
- 陳雲生先生，MH
- 湛家雄先生，MH
- 潘萱蔚先生，MH
- 蔣世昌先生，MH[註 2]
- 鄧國綱先生，MH
- 羅錦輝先生，MH
- 陳延邦先生，MH
- 伍國泮先生，MH
- 朱福勝先生，MH
- 江泓女士，MH
- 何發怡先生，MH
- 余秀珠女士，MH
- 余國樑先生，MH
- 李志華先生，MH
- 李春妮女士，MH
- 李家仁醫生，MH
- 李榮安教授，MH
- 李應生先生，MH
- 沙意先生，MH（Mr. Saeed UDDIN, M.H.）
- 貝鈞奇先生，MH
- 周鍵圳先生，MH
- 林赤有先生，MH
- 林偉權先生，MH
- 邱子成先生，MH
- 唐一柱先生，MH
- 先生，MH
- 袁國泰先生，MH
- 張念平先生，MH
- 張建良醫生，MH
- 張鎮海先生，MH
- 梁冠平先生，MH
- 梁祺祐先生，MH
- 淘滿慈先生，MH
- 符之福先生，MH
- 許俊炎先生，MH
- 郭崇禧先生，MH
- 陳周碧瑤女士，MH
- 陳偉先生，MH
- 陳潔榮女士，MH
- 陸偉洪博士，MH
- 曾敏之先生，MH
- 曾煒誠先生，MH
- 曾壽英先生，MH
- 湯徫掄先生，MH
- 馮敏威先生，MH
- 馮琳女士，MH
- 馮錦照先生，MH
- 黃均瑜先生，MH
- 黃建源先生，MH
- 黃浩烱先生，MH
- 黃傑雄先生，MH
- 黃照麟先生，MH
- 黃啟泰先生，MH
- 葉惠康博士，MH
- 葉裕彬先生，MH
- 鄒正林先生，MH
- 鄒全禮先生，MH
- 廖以信先生，MH（Mr. James Robertson NEILSON, M.H.）
- 趙詠賢女士，MH
- 蔡楷俊先生，MH
- 蔡鎮華先生，MH
- 鄧國華先生，MH
- 黎志棠先生，MH
- 黎明先生，MH
- 盧烱光先生，MH
- 盧偉強先生，MH
- 鍾建民先生，MH
- 顏同珍先生，MH
- 羅汝根先生，MH
- 龔志強先生，MH

### 行政長官社區服務獎狀
- 李瑩女士
- 徐帆先生
- 張仁康先生
- 梁偉權先生
- 許錦成先生
- 陳思誦先生
- 陳景煌先生
- 陳嘉敏女士
- 陳德明先生
- 麥富寧先生
- 黃開榆先生
- 黃啟明先生
- 盧旭芬先生
- 尹慶常先生
- 伍翠珠女士
- 朱阮淑儀女士
- 江威揚先生
- 何炳釗先生
- 余幹榮先生
- 余翠怡女士
- 岑大衛先生
- 岑嘉評教授
- 李乃堯先生
- 李綺玲女士
- 李鴻釨先生
- 周熾昌先生
- 周錦標先生
- 林金蓉女士
- 林長志先生
- 林建高先生
- 林福泉先生
- 徐余梅馨女士
- 馬雲龍先生
- 馬羅玉明女士
- 梁國輝先生
- 梁啟華先生
- 郭明華先生
- 郭錦滿先生
- 陳永安先生
- 陳光明先生
- 陳志光先生
- 陳炎培先生
- 陳長義先生
- 陳富生先生
- 陳潤根先生
- 陳鏡秋先生
- 陸惠明女士
- 曾全先生
- 馮展財先生
- 黃志峰先生
- 黃培先生
- 黃梓欽先生
- 黃嫣梨女士
- 楊劍威先生
- 葉以恕先生
- 葉成芝先生
- 劉永全先生
- 蔡文元先生
- 黎永開先生
- 盧溫勝先生
- 羅煥昌先生
- 譚福添先生
- 關品芳先生
- 蘇家榮先生

### 行政長官公共服務獎狀
- 盧古嘉利女士，JP
- 鄭家華先生，MBB
- 劉志強先生，PMSM
- 陳勇璇先生
- 吳文儉先生
- 吳家榮先生
- 李兆發先生
- 林國安先生
- 林華煜先生
- 祁金波先生
- 祁德新先生
- 袁金旺先生
- 張玉華女士
- 張煥兒女士
- 梁金成先生
- 梁鳳影女士
- 許素河先生
- 陳樹基機長
- 傅迎珠女士
- 馮銳生先生
- 楊生進先生
- 翟沛恩先生
- 謝莫楚燕女士
- 鍾霈森先生
- 譚寶華先生